# Pussycat Dolls: Live from London
Pussycat Dolls: Live from London este un DVD ce include interpretări, videoclipuri și interviuri ale grupului muzical american Pussycat Dolls. Conform PCDMUSIC Imeem, DVD-ul a înregistrat vânzări de peste 150.000 de exemplare la nivel mondial.

## Listă

#### Interpretări
1. „Introducing The Dolls”
2. „Buttons”
3. „Beep”
4. „I Don't Need a Man”
5. „Feelin' Good”
6. „Stickwitu”
7. „Show Me What You Got”
8. „Wait a Minute”
9. „Don't Cha”

#### Videoclipuri
1. „Don't Cha” cu Busta Rhymes
2. „Beep” cu Will.I.Am
3. „Stickwitu” - Versiune revizuită
4. „Buttons” featuring Snoop Dogg - Revizuit
5. „I Don't Need A Man”
6. „Wait a Minute” cu Timbaland
7. „Beep” - În spatele scenei
8. „Buttons” - În spatele scenei

#### Întâlnește păpușile
1. Întâlnește păpușile - Nicole
2. Întâlnește păpușile - Kimberly
3. Întâlnește păpușile - Melody
4. Întâlnește păpușile - Jessica
5. Întâlnește păpușile - Ashley
6. Întâlnește păpușile - Carmit

#### Extra
1. Creșterea păpușilor
2. PCD - Muzica
3. „Don't Cha” - Versiune Karaoke
4. Îmbracă-te ca o păpușă